# 玉泉寺 (さぬき市)

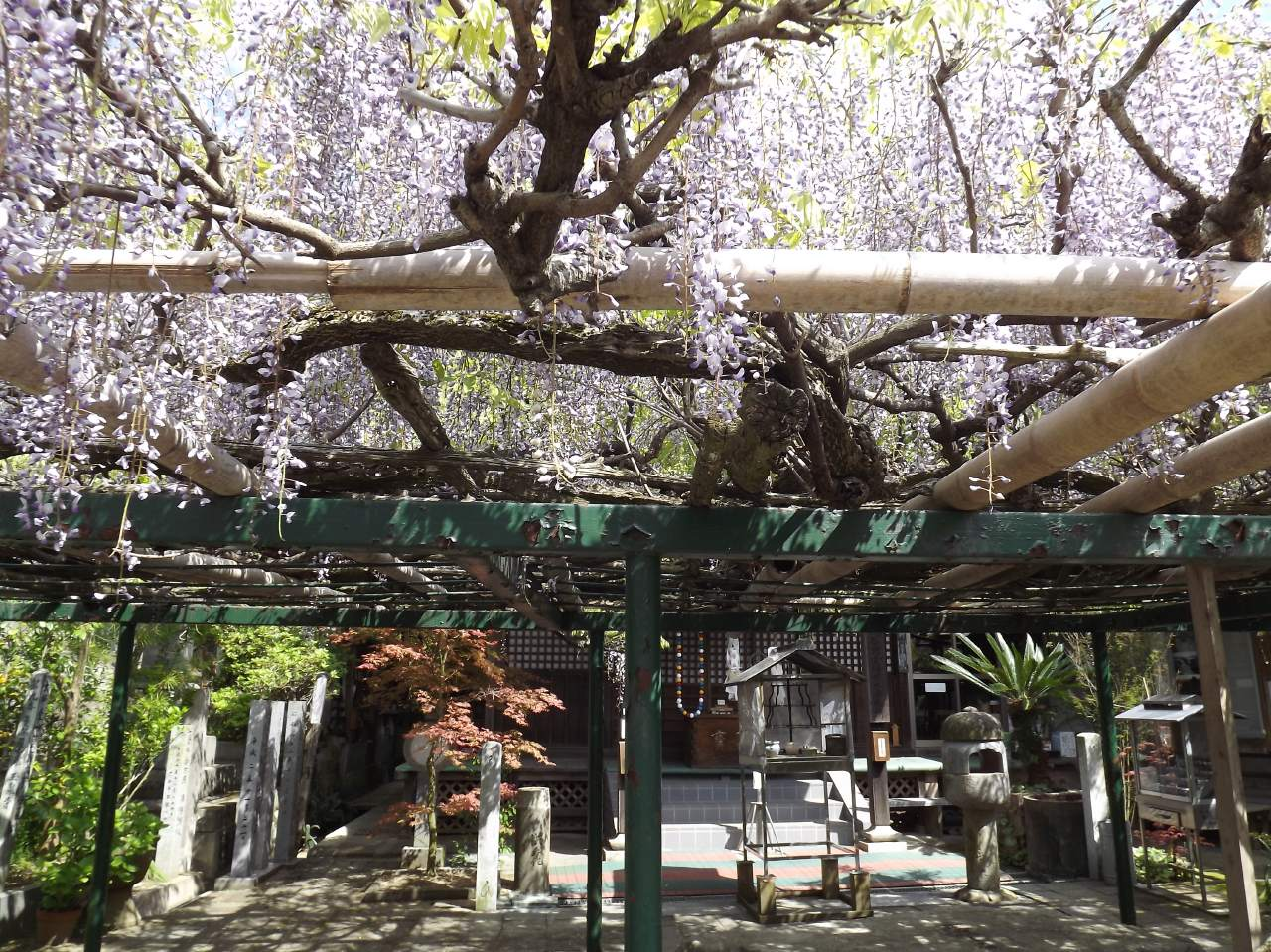
本堂前の藤棚

玉泉寺（ぎょくせんじ）は、香川県さぬき市造田宮西に所在する天台宗山門派の寺院。山号は霊雲山。本尊は日切地蔵菩薩。四国八十八箇所第八十七番札所長尾寺奥の院、新四国曼荼羅霊場第九番札所。
- 御詠歌：もろ人の ねがひをかくる 地蔵尊 日ぎ利のちかひ あらたな里けり

## 概要
寺伝によれば、平安時代初期の弘仁5年（814年）に空海（弘法大師）が、この地で紫雲の光明を放つ霊石を感じ、地蔵菩薩を安置したのが始まりと伝えられる。空海は、日を限ってこの地蔵菩薩を念じれば功徳があると告げた。
明治時代初期に廃寺となった。昭和5年（1930年）観音寺町（現・観音寺市）にあった玉泉寺を移転合併し復興した。山門は霊芝寺より移転したものと伝わっている。
本堂の前には境内いっぱいに藤棚がある。大師堂は、本堂の左横の祠であり、中に修行大師石像がいる。

## 前後の札所
四国八十八箇所
87番 長尾寺 --（3.3 km）-- 87番奥の院 玉泉寺 --（19.1 km）-- 88番 大窪寺
新四国曼荼羅霊場
8番 西教寺 ---- 9番 玉泉寺 ---- 10番 自性院